# Антолін Алькарас
Антолін Алькарас (ісп. Antolín Alcaraz; нар. 30 липня 1982, Сан Роке Ґонсалес-де-Санта-Крус, Парагвай) — парагвайський футболіст, захисник клубу «Лібертад» та збірної Парагваю. Учасник чемпіонату світу з футболу 2010 року.

## Титули і досягнення
- Володар Кубка Англії (1):

«Віган Атлетік»: 2012-13
- Чемпіон Парагваю (6):

«Лібертад»: 2016А, 2017А
«Олімпія»: 2019К, 2019А, 2020К, 2022К
- Володар Кубка Парагваю (1):

«Олімпія»: 2021
- Володар Суперкубка Парагваю (1):

«Олімпія»: 2021
Збірні
- Срібний призер Кубка Америки: 2011